# Liste der FFH-Gebiete in Asturien

Flagge von Asturien

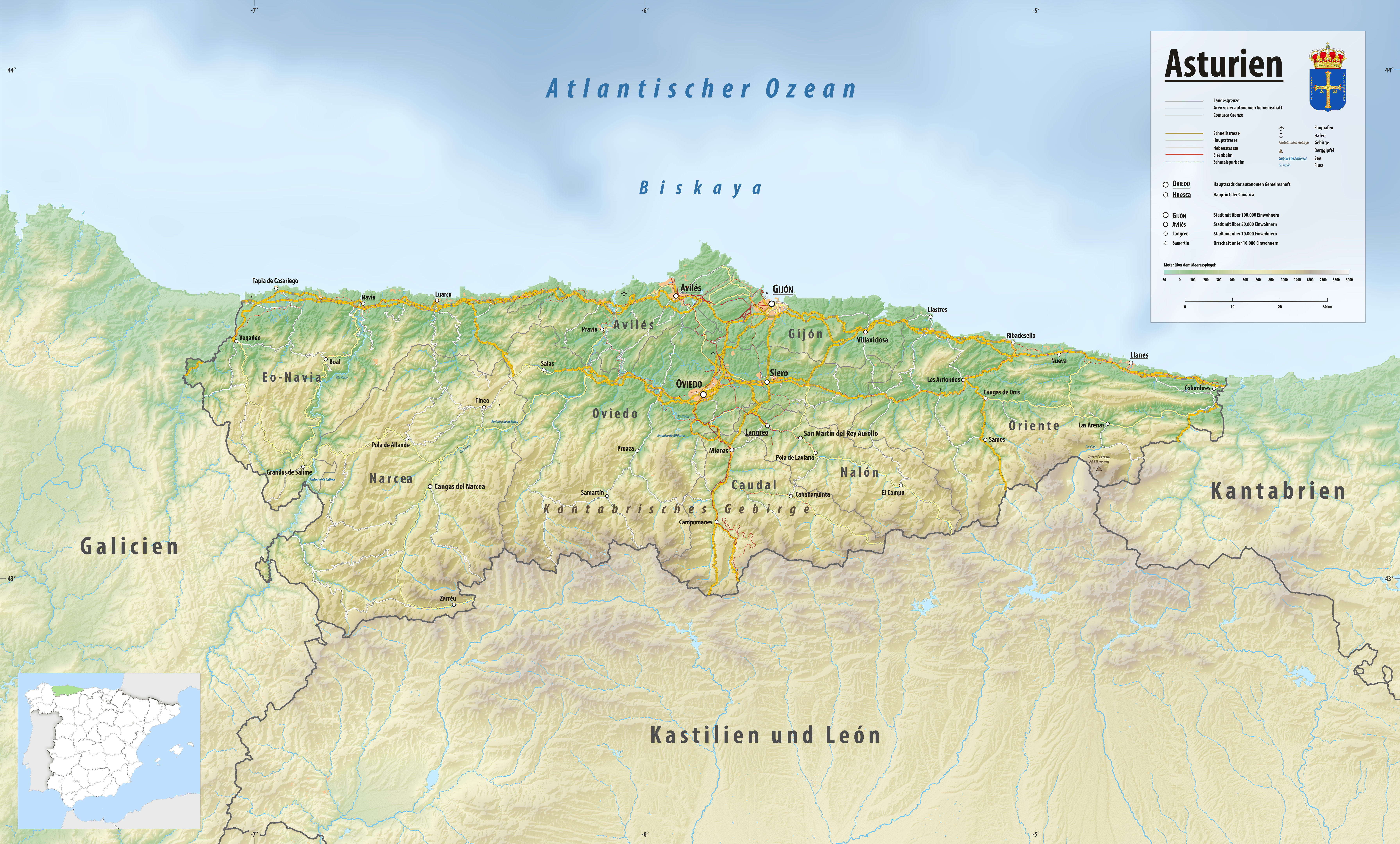
Karte von Asturien

Diese sortierbare Liste führt die Fauna-Flora-Habitat-Gebiete in der zu Spanien gehörenden autonomen Gemeinschaft Asturien. Die Gebiete gehören zum europäischen Schutzgebietsnetz Natura 2000.

## Hinweise zu den Angaben in der Tabelle
- Gebietsname: Amtliche Bezeichnung des Schutzgebiets
- Bild/Commons: Bild und Link zu weiteren Bildern aus dem Schutzgebiet
- WDPA-ID: Link zum Schutzgebiet in der World Database on Protected Areas
- EEA-ID: Link zum Schutzgebiet in der Datenbank der European Environment Agency (EEA)
- Lage: Geografischer Standort
- Fläche: Gesamtfläche des Schutzgebiets in Hektar
- Bemerkungen: Besonderheiten und Anmerkungen

Bis auf die Spalte Lage sind alle Spalten sortierbar.

## Tabelle
| Gebietsname                         | Bild/Commons | WDPA-ID | EEA-ID    | Lage | Fläche ha | Bemerkungen |
| ----------------------------------- | ------------ | ------- | --------- | ---- | --------- | ----------- |
| Somiedo                             |              |         | ES0000054 | ⊙    | 29.006,4  |             |
| Penarronda-Barayo                   |              |         | ES0000317 | ⊙    | 4.316,7   |             |
| Ría de Ribadesella-Ría de Tinamayor |              |         | ES0000319 | ⊙    | 5.960,2   |             |
| Picos de Europa (Asturias)          |              |         | ES1200001 | ⊙    | 25.056,4  |             |
| Muniellos                           |              |         | ES1200002 | ⊙    | 5.323,1   |             |
| Ría de Villaviciosa                 |              |         | ES1200006 | ⊙    | 1.247,2   |             |
| Cueva Rosa                          |              |         | ES1200007 | ⊙    | 127,0     |             |
| Redes                               |              |         | ES1200008 | ⊙    | 37.702,1  |             |
| Ponga-Amieva                        |              |         | ES1200009 | ⊙    | 28.103,5  |             |
| Montovo-La Mesa                     |              |         | ES1200010 | ⊙    | 15.035,1  |             |
| Peña Ubiña                          |              |         | ES1200011 | ⊙    | 13.235,3  |             |
| Caldoveiro                          |              |         | ES1200012 | ⊙    | 12.539,4  |             |
| Sierra de los Lagos                 |              |         | ES1200014 | ⊙    | 10.981,4  |             |
| Ría del Eo                          |              |         | ES1200016 | ⊙    | 1.883,8   |             |
| Playa de Vega                       |              |         | ES1200022 | ⊙    | 39,1      |             |
| Río Eo (Asturias)                   |              |         | ES1200023 | ⊙    | 107,3     |             |
| Río Porcía                          |              |         | ES1200024 | ⊙    | 60,7      |             |
| Río Navia                           |              |         | ES1200025 | ⊙    | 89,6      |             |
| Río Negro                           |              |         | ES1200026 | ⊙    | 54,9      |             |
| Río Esva                            |              |         | ES1200027 | ⊙    | 204,4     |             |
| Río Esqueiro                        |              |         | ES1200028 | ⊙    | 16,7      |             |
| Río Nalón                           |              |         | ES1200029 | ⊙    | 721,3     |             |
| Río Narcea                          |              |         | ES1200030 | ⊙    | 427,6     |             |
| Río Pigüeña                         |              |         | ES1200031 | ⊙    | 51,1      |             |
| Río Sella                           |              |         | ES1200032 | ⊙    | 579,7     |             |
| Río Las Cabras-Bedón                |              |         | ES1200033 | ⊙    | 46,4      |             |
| Río Purón                           |              |         | ES1200034 | ⊙    | 31,4      |             |
| Río Cares-Deva                      |              |         | ES1200035 | ⊙    | 334,0     |             |
| Alcornocales del Navia              |              |         | ES1200036 | ⊙    | 53,8      |             |
| Aller-Lena                          |              |         | ES1200037 | ⊙    | 13.098,1  |             |
| Carbayera de El Tragamón            |              |         | ES1200038 | ⊙    | 4,5       |             |
| Cuencas Mineras                     |              |         | ES1200039 | ⊙    | 13.156,1  |             |
| Meandros del Nora                   |              |         | ES1200040 | ⊙    | 66,8      |             |
| Peña Manteca-Genestaza              |              |         | ES1200041 | ⊙    | 7.912,5   |             |
| Sierra Plana de la Borbolla         |              |         | ES1200042 | ⊙    | 1.022,3   |             |
| Sierra del Sueve                    |              |         | ES1200043 | ⊙    | 3.449,2   |             |
| Turbera de la Molina                |              |         | ES1200044 | ⊙    | 34,9      |             |
| Turbera de Las Dueñas               |              |         | ES1200045 | ⊙    | 26,3      |             |
| Valgrande                           |              |         | ES1200046 | ⊙    | 4.737,4   |             |
| Yacimientos de Icnitas              |              |         | ES1200047 | ⊙    | 3.559,6   |             |
| Alto Navia                          |              |         | ES1200048 | ⊙    | 74,5      |             |
| Cuenca del Agüeira                  |              |         | ES1200049 | ⊙    | 171,1     |             |
| Cuenca del Alto Narcea              |              |         | ES1200050 | ⊙    | 305,7     |             |
| Río Ibias                           |              |         | ES1200051 | ⊙    | 171,4     |             |
| Río Trubia                          |              |         | ES1200052 | ⊙    | 74,0      |             |
| Río del Oro                         |              |         | ES1200053 | ⊙    | 72,0      |             |
| Ríos Negro y Aller                  |              |         | ES1200054 | ⊙    | 135,7     |             |
| Cabo Busto-Luanco                   |              |         | ES1200055 | ⊙    | 11.641,9  |             |
| Fuentes del Narcea, Degaña e Ibias  |              |         | ES1200056 | ⊙    | 52.384,9  |             |